# Markthalle Luzarches
Koordinaten: 49° 6′ 47″ N, 2° 25′ 20,6″ O

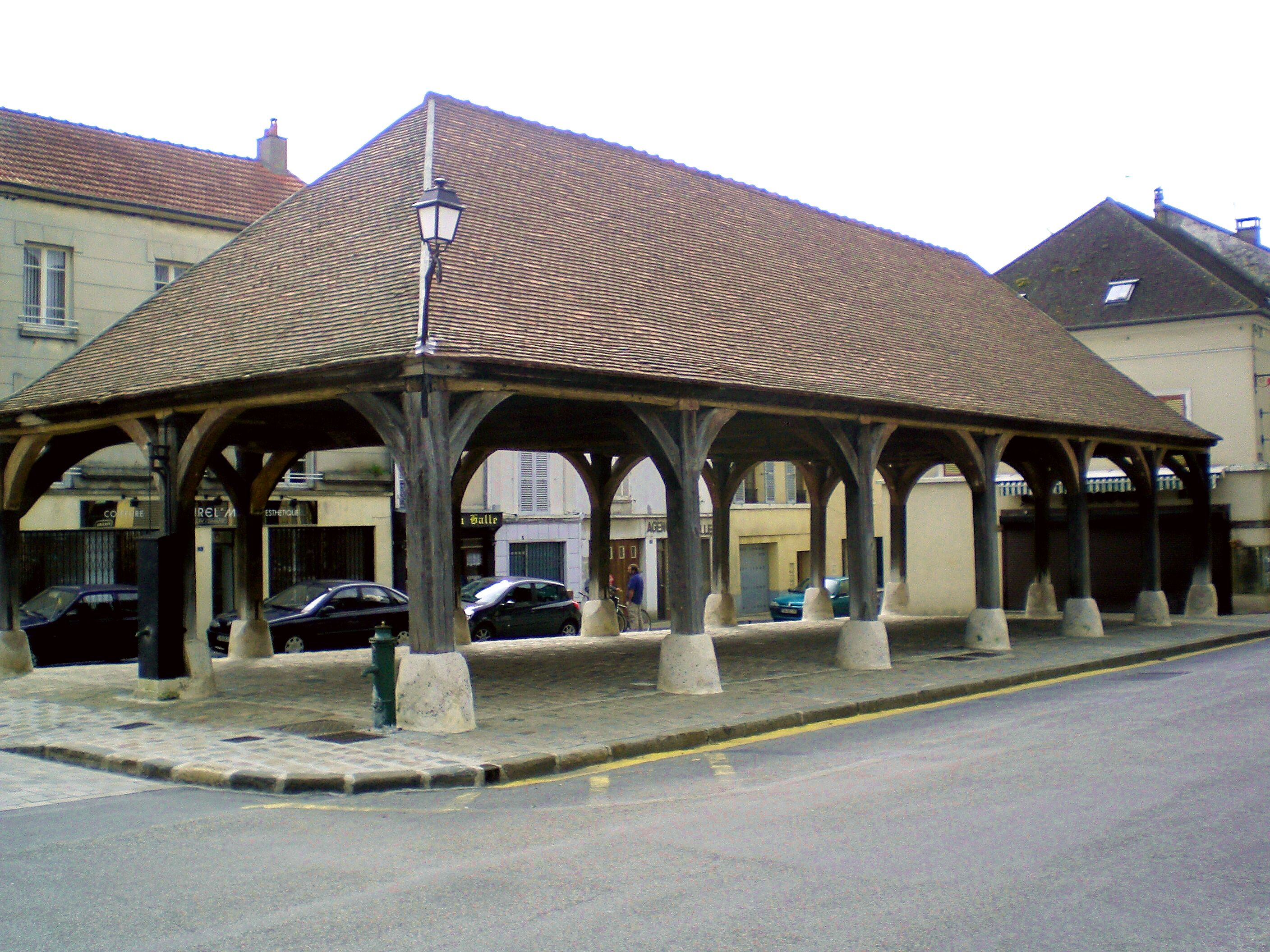
Markthalle in Luzarches

Die Markthalle in Luzarches, einer Gemeinde im Département Val-d’Oise in der französischen Region Île-de-France, wurde ursprünglich im 14. Jahrhundert errichtet. Seit 1928 steht die Markthalle als Monument historique auf der Liste der Baudenkmäler in Frankreich.

## Geschichte und Beschreibung
Die Markthalle wird erstmals im Jahr 1386 überliefert. Obwohl sie seit dem Mittelalter mehrmals renoviert wurde, hat sie ihren ursprünglichen Charakter bewahrt.
Die Halle besteht an ihren Längsseiten (Ost- und Westseite) aus je sieben Pfeilern und aus je einem weiteren Pfeiler an den Schmalseiten. Alle Pfeiler sind mit steinernen Basen verstärkt. Die Konstruktion besteht aus Holz und wird von einem Walmdach abgeschlossen, das mit flachen Ziegeln gedeckt ist.